# Llista d'asteroides/75401–75500
| Nom     | Designació provisional | Data de descobriment | Lloc de descobriment | Descobridor/s |
| ------- | ---------------------- | -------------------- | -------------------- | ------------- |
| 75401 - | 1999 XV100             | 7 de desembre, 1999  | Socorro              | LINEAR        |
| 75402 - | 1999 XF101             | 7 de desembre, 1999  | Socorro              | LINEAR        |
| 75403 - | 1999 XH102             | 7 de desembre, 1999  | Socorro              | LINEAR        |
| 75404 - | 1999 XM102             | 7 de desembre, 1999  | Socorro              | LINEAR        |
| 75405 - | 1999 XQ103             | 7 de desembre, 1999  | Socorro              | LINEAR        |
| 75406 - | 1999 XR103             | 7 de desembre, 1999  | Socorro              | LINEAR        |
| 75407 - | 1999 XU103             | 7 de desembre, 1999  | Socorro              | LINEAR        |
| 75408 - | 1999 XG104             | 7 de desembre, 1999  | Socorro              | LINEAR        |
| 75409 - | 1999 XR104             | 9 de desembre, 1999  | Fountain Hills       | C. W. Juels   |
| 75410 - | 1999 XW104             | 10 de desembre, 1999 | Oizumi               | T. Kobayashi  |
| 75411 - | 1999 XQ106             | 4 de desembre, 1999  | Catalina             | CSS           |
| 75412 - | 1999 XJ108             | 4 de desembre, 1999  | Catalina             | CSS           |
| 75413 - | 1999 XW110             | 5 de desembre, 1999  | Catalina             | CSS           |
| 75414 - | 1999 XC112             | 7 de desembre, 1999  | Socorro              | LINEAR        |
| 75415 - | 1999 XK115             | 4 de desembre, 1999  | Catalina             | CSS           |
| 75416 - | 1999 XU115             | 5 de desembre, 1999  | Catalina             | CSS           |
| 75417 - | 1999 XR116             | 5 de desembre, 1999  | Catalina             | CSS           |
| 75418 - | 1999 XY116             | 5 de desembre, 1999  | Catalina             | CSS           |
| 75419 - | 1999 XF117             | 5 de desembre, 1999  | Catalina             | CSS           |
| 75420 - | 1999 XE118             | 5 de desembre, 1999  | Catalina             | CSS           |
| 75421 - | 1999 XQ118             | 5 de desembre, 1999  | Catalina             | CSS           |
| 75422 - | 1999 XH119             | 5 de desembre, 1999  | Catalina             | CSS           |
| 75423 - | 1999 XO119             | 5 de desembre, 1999  | Catalina             | CSS           |
| 75424 - | 1999 XL120             | 5 de desembre, 1999  | Catalina             | CSS           |
| 75425 - | 1999 XG121             | 5 de desembre, 1999  | Catalina             | CSS           |
| 75426 - | 1999 XJ123             | 7 de desembre, 1999  | Catalina             | CSS           |
| 75427 - | 1999 XK123             | 7 de desembre, 1999  | Catalina             | CSS           |
| 75428 - | 1999 XM123             | 7 de desembre, 1999  | Catalina             | CSS           |
| 75429 - | 1999 XV124             | 7 de desembre, 1999  | Catalina             | CSS           |
| 75430 - | 1999 XN125             | 7 de desembre, 1999  | Catalina             | CSS           |
| 75431 - | 1999 XD126             | 7 de desembre, 1999  | Catalina             | CSS           |
| 75432 - | 1999 XJ126             | 7 de desembre, 1999  | Catalina             | CSS           |
| 75433 - | 1999 XK126             | 7 de desembre, 1999  | Catalina             | CSS           |
| 75434 - | 1999 XT126             | 7 de desembre, 1999  | Catalina             | CSS           |
| 75435 - | 1999 XX126             | 7 de desembre, 1999  | Catalina             | CSS           |
| 75436 - | 1999 XY126             | 7 de desembre, 1999  | Catalina             | CSS           |
| 75437 - | 1999 XN127             | 6 de desembre, 1999  | Ondřejov             | P. Kušnirák   |
| 75438 - | 1999 XJ128             | 7 de desembre, 1999  | Socorro              | LINEAR        |
| 75439 - | 1999 XN128             | 7 de desembre, 1999  | Socorro              | LINEAR        |
| 75440 - | 1999 XQ128             | 7 de desembre, 1999  | Socorro              | LINEAR        |
| 75441 - | 1999 XB129             | 12 de desembre, 1999 | Socorro              | LINEAR        |
| 75442 - | 1999 XN129             | 12 de desembre, 1999 | Socorro              | LINEAR        |
| 75443 - | 1999 XS129             | 12 de desembre, 1999 | Socorro              | LINEAR        |
| 75444 - | 1999 XU131             | 12 de desembre, 1999 | Socorro              | LINEAR        |
| 75445 - | 1999 XJ132             | 12 de desembre, 1999 | Socorro              | LINEAR        |
| 75446 - | 1999 XV133             | 12 de desembre, 1999 | Socorro              | LINEAR        |
| 75447 - | 1999 XJ135             | 6 de desembre, 1999  | Socorro              | LINEAR        |
| 75448 - | 1999 XV135             | 8 de desembre, 1999  | Socorro              | LINEAR        |
| 75449 - | 1999 XH137             | 15 de desembre, 1999 | Prescott             | P. G. Comba   |
| 75450 - | 1999 XR137             | 10 de desembre, 1999 | Uccle                | T. Pauwels    |
| 75451 - | 1999 XB139             | 5 de desembre, 1999  | Kitt Peak            | Spacewatch    |
| 75452 - | 1999 XP142             | 12 de desembre, 1999 | Socorro              | LINEAR        |
| 75453 - | 1999 XS142             | 13 de desembre, 1999 | Socorro              | LINEAR        |
| 75454 - | 1999 XL144             | 15 de desembre, 1999 | Fountain Hills       | C. W. Juels   |
| 75455 - | 1999 XL145             | 7 de desembre, 1999  | Kitt Peak            | Spacewatch    |
| 75456 - | 1999 XR145             | 7 de desembre, 1999  | Kitt Peak            | Spacewatch    |
| 75457 - | 1999 XF146             | 7 de desembre, 1999  | Kitt Peak            | Spacewatch    |
| 75458 - | 1999 XS147             | 7 de desembre, 1999  | Kitt Peak            | Spacewatch    |
| 75459 - | 1999 XM151             | 7 de desembre, 1999  | Kitt Peak            | Spacewatch    |
| 75460 - | 1999 XO152             | 13 de desembre, 1999 | Anderson Mesa        | LONEOS        |
| 75461 - | 1999 XW155             | 8 de desembre, 1999  | Socorro              | LINEAR        |
| 75462 - | 1999 XB156             | 8 de desembre, 1999  | Socorro              | LINEAR        |
| 75463 - | 1999 XV157             | 8 de desembre, 1999  | Socorro              | LINEAR        |
| 75464 - | 1999 XM159             | 8 de desembre, 1999  | Socorro              | LINEAR        |
| 75465 - | 1999 XN159             | 8 de desembre, 1999  | Socorro              | LINEAR        |
| 75466 - | 1999 XU159             | 8 de desembre, 1999  | Socorro              | LINEAR        |
| 75467 - | 1999 XS160             | 9 de desembre, 1999  | Catalina             | CSS           |
| 75468 - | 1999 XC161             | 12 de desembre, 1999 | Socorro              | LINEAR        |
| 75469 - | 1999 XU162             | 8 de desembre, 1999  | Kitt Peak            | Spacewatch    |
| 75470 - | 1999 XT164             | 8 de desembre, 1999  | Socorro              | LINEAR        |
| 75471 - | 1999 XW164             | 8 de desembre, 1999  | Socorro              | LINEAR        |
| 75472 - | 1999 XX164             | 8 de desembre, 1999  | Socorro              | LINEAR        |
| 75473 - | 1999 XY164             | 8 de desembre, 1999  | Socorro              | LINEAR        |
| 75474 - | 1999 XQ165             | 8 de desembre, 1999  | Socorro              | LINEAR        |
| 75475 - | 1999 XC166             | 10 de desembre, 1999 | Socorro              | LINEAR        |
| 75476 - | 1999 XS166             | 10 de desembre, 1999 | Socorro              | LINEAR        |
| 75477 - | 1999 XC167             | 10 de desembre, 1999 | Socorro              | LINEAR        |
| 75478 - | 1999 XG167             | 10 de desembre, 1999 | Socorro              | LINEAR        |
| 75479 - | 1999 XH170             | 10 de desembre, 1999 | Socorro              | LINEAR        |
| 75480 - | 1999 XZ171             | 10 de desembre, 1999 | Socorro              | LINEAR        |
| 75481 - | 1999 XB172             | 10 de desembre, 1999 | Socorro              | LINEAR        |
| 75482 - | 1999 XC173             | 10 de desembre, 1999 | Socorro              | LINEAR        |
| 75483 - | 1999 XE173             | 10 de desembre, 1999 | Socorro              | LINEAR        |
| 75484 - | 1999 XP173             | 10 de desembre, 1999 | Socorro              | LINEAR        |
| 75485 - | 1999 XC174             | 10 de desembre, 1999 | Socorro              | LINEAR        |
| 75486 - | 1999 XO174             | 10 de desembre, 1999 | Socorro              | LINEAR        |
| 75487 - | 1999 XZ175             | 10 de desembre, 1999 | Socorro              | LINEAR        |
| 75488 - | 1999 XT177             | 10 de desembre, 1999 | Socorro              | LINEAR        |
| 75489 - | 1999 XO178             | 10 de desembre, 1999 | Socorro              | LINEAR        |
| 75490 - | 1999 XQ178             | 10 de desembre, 1999 | Socorro              | LINEAR        |
| 75491 - | 1999 XZ178             | 10 de desembre, 1999 | Socorro              | LINEAR        |
| 75492 - | 1999 XK179             | 10 de desembre, 1999 | Socorro              | LINEAR        |
| 75493 - | 1999 XG180             | 10 de desembre, 1999 | Socorro              | LINEAR        |
| 75494 - | 1999 XH181             | 12 de desembre, 1999 | Socorro              | LINEAR        |
| 75495 - | 1999 XM181             | 12 de desembre, 1999 | Socorro              | LINEAR        |
| 75496 - | 1999 XD182             | 12 de desembre, 1999 | Socorro              | LINEAR        |
| 75497 - | 1999 XW183             | 12 de desembre, 1999 | Socorro              | LINEAR        |
| 75498 - | 1999 XA184             | 12 de desembre, 1999 | Socorro              | LINEAR        |
| 75499 - | 1999 XP184             | 12 de desembre, 1999 | Socorro              | LINEAR        |
| 75500 - | 1999 XQ184             | 12 de desembre, 1999 | Socorro              | LINEAR        |